# Stanislas Verwilghen

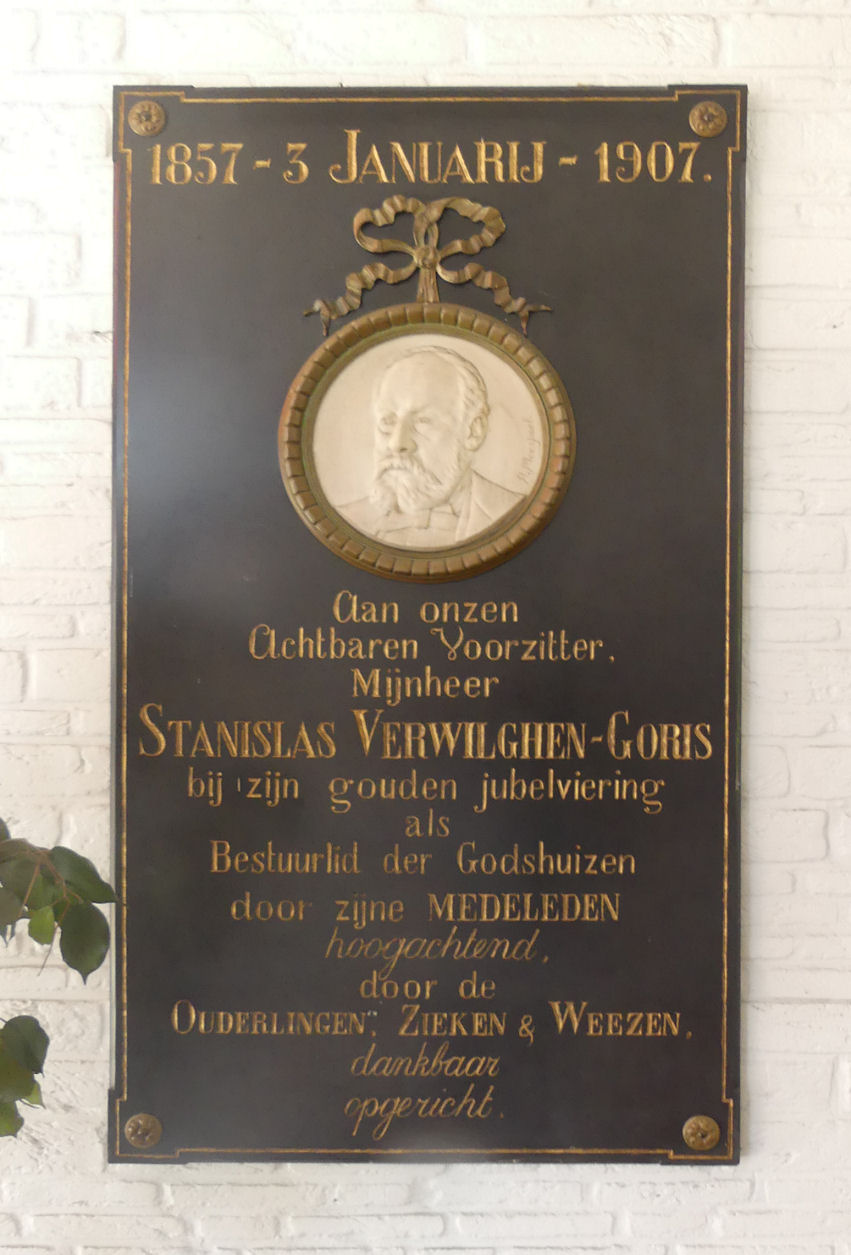
Gedenkteken voor Stanislas Verwilghen, marmer.

Stanislas Jean François Verwilghen (Sint-Niklaas, 20 april 1829 - 26 oktober 1907) was een Belgisch volksvertegenwoordiger.

## Levensloop
Hij was een zoon van volksvertegenwoordiger Pierre-Antoine Verwilghen en van Jeanne Hemelaer. Hij trouwde met Josèphe Goris.
Hij promoveerde tot doctor in de rechten (1856) en tot doctor in de politieke en sociale wetenschappen (1856) aan de Katholieke Universiteit Leuven. Hij vestigde zich als advocaat (1856-1889) in Sint-Niklaas. Hij was ook stichtend voorzitter van de Banque Populaire du Pays de Waes, Verwilghen, Wauters et Cie.
In 1857 werd hij verkozen tot katholiek volksvertegenwoordiger voor het arrondissement Sint-Niklaas en vervulde dit mandaat tot in 1898.